# Massimo Fenati
Massimo Fenati (Genova, 29 novembre 1969) è un fumettista, illustratore e animatore italiano. Vive a Londra. Noto soprattutto per la serie di libri di Gus & Waldo, e per la serie TV Piripinguini. Ha pubblicato diversi libri, sia in Gran Bretagna che in Italia e in seguito tradotti in diversi paesi.

## Biografia
Laureato in Architettura all'Università di Genova nel 1994, Fenati si trasferisce a Londra nel 1995. Inizialmente lavora nel campo del design, iniziando nello studio del designer inglese Jasper Morrison e poi spostandosi in altri studi tra cui Pentagram, David Chipperfield Architects e Studio Reed. Nel 2003 si mette in proprio e disegna prodotti per diverse ditte inglesi (Innermost, Livingetc, Crabtree & Evelyn e Isos Collection). Nel 2006 inizia la professione di fumettista con il primo libro di Gus & Waldo (Gus & Waldo's Book Of Love), pubblicato da Orion Books.
A questo primo volume ne fanno subito seguito altri due (Gus & Waldo's Book Of Fame, 2007 e Gus & Waldo's Book Of Sex, 2008) e la traduzione della serie in diverse lingue straniere. I libri di Gus & Waldo sono apparsi in Irlanda, Australia, Nuova Zelanda, Brasile, Germania, Austria, Svizzera, Finlandia ed Italia. Nel 2015 ha pubblicato in Italia un nuovo libro con gli stessi personaggi dal titolo Arte Pinguina.
Fenati lavora anche come animatore e con dei cortometraggi animati basati sui libri di Gus & Waldo ha vinto i premi popolarità del pubblico al festival di animazione IRIS di Rio de Janeiro, al Queersicht Film Festival di Berna e il concorso Sub-Ti per cortometraggi alla Mostra internazionale d'arte cinematografica di Venezia nel 2009.
Nel 2001 Fenati pubblica il libro di vignette 101 Uses For A Dead Meerkat con Boxtree in Gran Bretagna, e nel 2013 con Arnoldo Mondadori Editore in Italia con il titolo L'insospettabile Utilità di un Suricato Morto.
Fenati collabora con ditte di produzione televisiva inglesi e produce grafica televisiva ed animazioni per programmi per canali inglesi quali BBC e Channel 4, tra cui Malattie imbarazzanti, Stephen Fry Gadget Man e Ripper Street.
Nel 2012 collabora anche con Il Fatto Quotidiano, sulle cui pagine pubblica il fumetto per bambini Cico e Toto. Dal 2014 al 2019 collabora con Il Corriere della Sera, sul cui sito pubblica una rubrica gastronomica illustrata: La Cucina a Fumetti.
Fenati ha creato l'immagine per la ventiseiesima edizione del Torino Gay & Lesbian Film Festival, e dal 2013 al 2017 ne cura la sezione di animazione.
Il suo libro più recente è La Mennulara (Feltrinelli Comics, 2018), una graphic novel basata sul best seller di Simonetta Agnello Hornby del 2002.
Nel 2020 Fenati produce Clown, un cortometraggio animato basato sull'omonimo libro dell'illustratore inglese Quentin Blake e narrato nella versione televisiva da Helena Bonham Carter. A questo primo speciale natalizio fa seguito L'Abominevole Bebè delle Nevi, un altro speciale natalizio animato per il canale britannico Channel 4, narrato da David Harewood e con le voci di Julie Walters e Hugh Dancy. 
Nel 2022 Fenati fonda una società di animazione, Eaglet, con la quale produce una serie antologica di sei cortometraggi animati per la BBC, basati ancora su libri dell'autore Quentin Blake e con le voci di Simon Pegg, Adrian Lester, Alison Steadman e Nina Sosanya. Quentin Blake Box of Treasures ha vinto diversi premi e riconoscimenti internazionali, tra cui il prestigioso Magnolia Award agli Shanghai Television Awards nel 2024 e il Royal Society Television Programme Award come miglior programma per l'infanzia nel 2025. La sua società Eaglet è stata premiata come Studio of the Year al festival Cartoons on the Bay nel 2025.
La sua nuova serie Piripinguini, creata per BBC e RAI, è di prossima uscita sulla TV italiana.

## Opere
- Massimo Fenati, Gus & Waldo's Book of Love, Orion, 2006, ISBN 978-0-7528-7565-1. URL consultato il 24 luglio 2014 (archiviato dall'url originale il 27 luglio 2014).
- Massimo Fenati, Gus & Waldo's Book of Fame, Orion, 2007, ISBN 978-0-7528-9015-9 (archiviato dall'url originale il 27 agosto 2008).
- Massimo Fenati, Il Libro dell'Amore di Gus & Waldo, TEA, 2008, ISBN 978-88-502-1768-7.
- Massimo Fenati, Gus & Waldo's Book of Sex, Orion, 2008, ISBN 978-0-7528-9846-9. URL consultato il 24 luglio 2014 (archiviato dall'url originale il 27 luglio 2014).
- Massimo Fenati, Gus & Waldo Crazy In Love, Orion Books, 2010, ISBN 978-1-4091-3106-9. URL consultato il 24 luglio 2014 (archiviato dall'url originale il 27 luglio 2014).
- Massimo Fenati, Il Libro del Sesso di Gus & Waldo, TEA, 2011, ISBN 978-88-502-2578-1.
- Massimo Fenati, 101 Uses For A Dead Meerkat, Boxtree, 2011, ISBN 978-0-7522-2792-4. URL consultato il 24 luglio 2014 (archiviato dall'url originale il 26 luglio 2014).
- Massimo Fenati, L'Insospettabile Utilità di un Suricato Morto, Mondadori, 2013, ISBN 978-88-04-63409-6 (archiviato dall'url originale il 25 luglio 2014).
- Massimo Fenati, Arte Pinguina, TEA, 2015, ISBN 978-88-502-4158-3
- Simonetta Agnello Hornby, Massimo Fenati, La Mennulara[3], Feltrinelli Comics, 2018, ISBN 9788807550126